# Battaglia del Settore 001
Nell'universo di Star Trek la battaglia del Settore 001 è la seconda maggior battaglia tra il collettivo Borg e la Federazione dei pianeti uniti. La battaglia è mostrata nel film Primo contatto.

## Battaglia
In data stellare 50893.5 nel 2373 una scansione nello spazio profondo della stazione spaziale Deep Space 5 individuò un solitario cubo Borg in rotta verso la Terra. La Flotta Stellare riunì la flotta di difesa sotto il comando del vice ammiraglio Hayes nel settore Typhon per intercettare il cubo. Il cubo Borg affrontò la flotta e questa si riunì nuovamente nel Settore 001, il settore delle Terra. (Il canone di Star Trek non specifica chiaramente se la battaglia è continuata tra il settore Typhon e il Settore 001 o se la flotta fu sconfitta nel settore Typhon e quindi si riorganizzò nel Settore 001).
Il capitano Jean-Luc Picard, a bordo della USS Enterprise E, arrivando nel Settore 001 apprende che la nave ammiraglia è stata distrutta e quindi prende il comando della flotta. Picard ordina l'attacco combinato di tutte le navi di un settore del cubo Borg che dalle analisi sembrava non vitale. L'attacco ha successo e il cubo viene distrutto, ma l'esplosione distrugge almeno una nave stellare di classe Steamrunner.
Prima di esplodere il cubo espelle una sfera Borg che effettua un viaggio indietro nel tempo per cercare di evitare il primo contatto tra Vulcaniani e terrestri, impedendo la nascita della Federazione dei pianeti uniti.

## Astronavi partecipanti identificate
Queste astronavi sono state identificate tramite comunicazioni radio o visione diretta del codice sullo scafo.
| Nome             | Codice identificativo | Classe             |
| ---------------- | --------------------- | ------------------ |
| USS Appalachia   | NCC-52136             | Classe Steamrunner |
| USS Bozeman      | NCC-1941              | Classe Soyuz       |
| USS Budapest     | NCC-64923             | Classe Norway      |
| USS Defiant      | NX-74205              | Classe Defiant     |
| USS Endeavour    | NCC-71805             | Classe Nebula      |
| USS Enterprise E | NCC-1701-E            | Classe Sovereign   |
| USS Lexington    | NCC-61832             | Classe Nebula      |
| USS Madison      | NCC-65212             | Classe Nebula      |
| USS Thunderchild | NCC-63549             | Classe Akira       |
| USS Yeager       | NCC-61947             | Classe Saber       |
| USS Excalibur    | NCC-26517             | Classe Ambassador  |

## Astronavi non identificate
- 2 astronavi classe Akira
- 2 astronavi classe Miranda
- 2 astronavi classe Norway
- 1 astronavi classe Oberth
- 2 astronavi classe Saber
- 2 astronavi classe Steamrunner